# Martijn Stoffer
Martijn Stoffer is een Nederlands radiomaker en muziekkenner. Vanaf 1984 maakte hij als mede-samensteller met Roel Bentz van den Berg een groot aantal radioprogramma's voor de VPRO met de nadruk op authentieke rock, blues en soul, zoals Heartlands, Stompin', Toga Party, Boogie Nights en de Atoomjukebox. Naast zijn werk voor de radio schreef hij bijdragen voor Muziekkrant OOR.